# دانيال رحيمي
دانيال رحيمي (بالسويدية: Daniel Rahimi)‏ هو لاعب هوكي الجليد سويدي، ولد في 28 أبريل 1987 في أوميو في السويد.

## وصلات خارجية
- دانيال رحيمي على موقع دوري الهوكي الوطني (الإنجليزية)
- دانيال رحيمي على موقع EliteProspects.com (الإنجليزية)
- دانيال رحيمي على موقع Eurohockey.com (الإنجليزية)
- دانيال رحيمي على موقع HockeyDB.com (الإنجليزية)